# Montbert
 Montbert  es una población y comuna francesa, situada en la región de Países del Loira, departamento de Loira Atlántico, en el distrito de Nantes y cantón de Aigrefeuille-sur-Maine.

## Demografía
| 1585 | 1614 | 1734 | 2249 | 2246 | 2296 | 2945 | 2975 |
| Para los censos de 1962 a 1999 la población legal corresponde a la población sin duplicidades (Fuente: INSEE [Consultar]) |      |      |      |      |      |      |      |